# 막시밀리안 갑옷

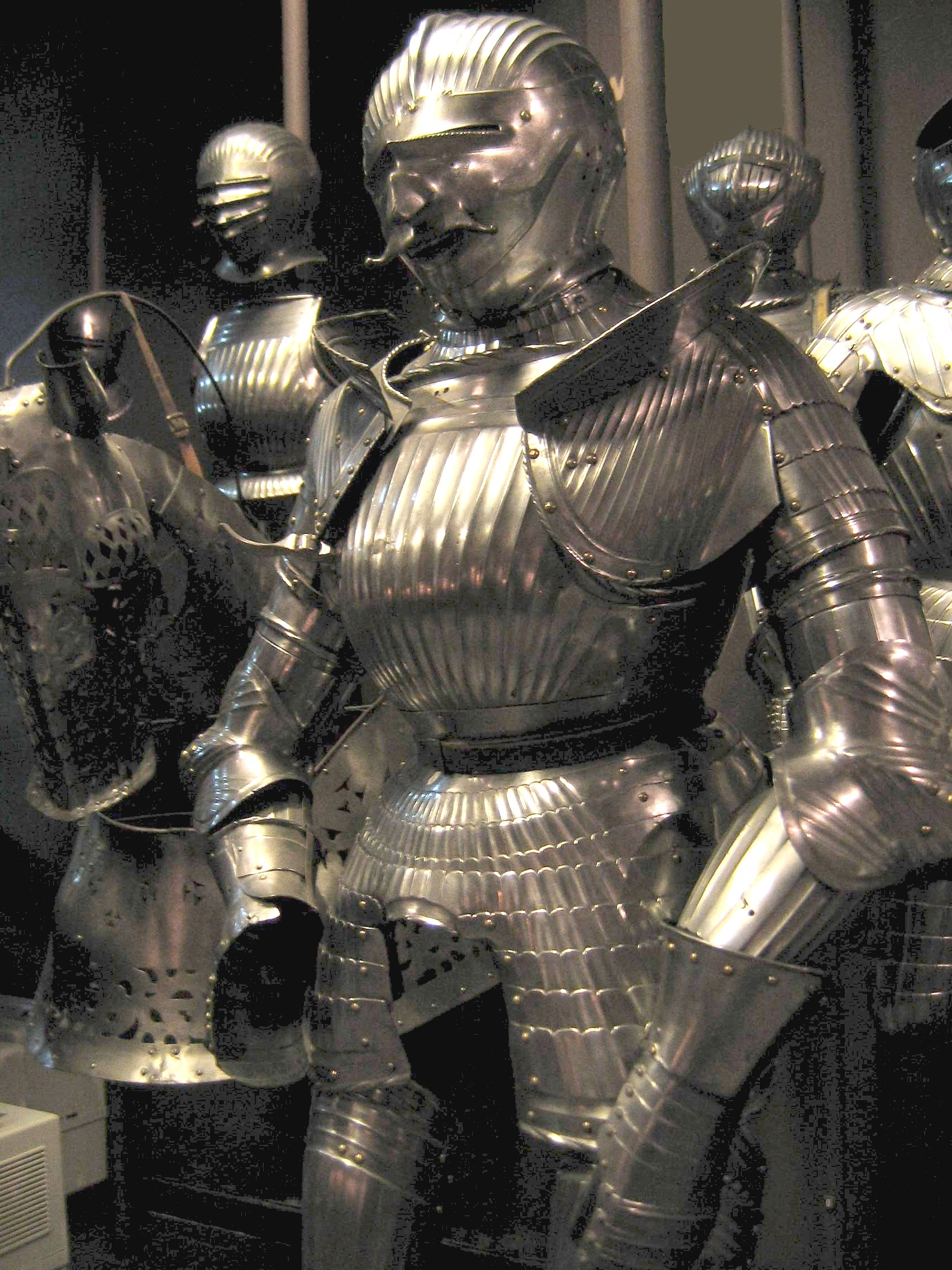
막시밀리안 갑옷

막시밀리안 갑옷(Maximilian armour)은 유럽 16세기 초기의 전신을 무장하는 금속판 갑옷이다. 이탈리아형과 독일형의 절충형으로 여러 곳에 세로홈 가공을 하여 가볍고 튼튼한 것이 특징이다.

## 같이 보기
- 고딕 판금갑